# 雄章乡
雄章乡（藏語：བཞོན་འཕྲེང་），是中华人民共和国西藏自治区日喀则市康马县下辖的一个乡镇级行政单位。

## 行政区划
雄章乡下辖以下地区：
青卓村、昆章村、雄村和色热隆村。